# Tetropiopsis somaliensis
Tetropiopsis somaliensis är en skalbaggsart som beskrevs av Jean François Villiers 1972. Tetropiopsis somaliensis ingår i släktet Tetropiopsis och familjen långhorningar. Inga underarter finns listade i Catalogue of Life.